# Danna Paola
Danna Paola Rivera Munguía (født 23. juni 1995) er en mexicansk skuespiller og sangerinde.

## Biografi
Danna Paola blev født den 23. juni 1995 i Mexico City. Hun er datter af Patricia Rivera Munguia og Juan Jose Arellano.
Hun har også en ældre søster, Vania.

## Diskografi

### Studiealbum
- Mi globo azul (2001)
- Océano (2004)
- Chiquita pero picosa (2005)
- Danna Paola (2012)
- Sie7e (2020)